# レイト・ナイト・ウィズ・コナン・オブライエン
『レイト・ナイト・ウィズ・コナン・オブライエン』（Late Night with Conan O'Brien）は、1993年9月13日から2009年2月20日までアメリカNBCで放送された深夜トーク・バラエティ番組である。

## 概要
コナン・オブライエンが司会を務め、ニューヨーク・マンハッタンのロックフェラー・プラザで収録。同時間帯にはCBSで『ザ・レイト・レイト・ショー・ウィズ・クレイグ・ファーガソン』が放送されていた。
オブライエンの就任前の1981年から1993年まではデイヴィッド・レターマンが司会を務めていた。2009年からオブライエンが同局の『ザ・トゥナイト・ショー』の後任司会者に就任したため、後任にはジミー・ファロンが就任した。